# Flaga Osetii Północnej
Flaga Osetii Północnej – poszczególne barwy symbolizują:
- Biel – czystość moralną,
- Czerwień – honor i patriotyzm,
- Złoto – dobrobyt i bogactwa naturalne.

Uchwalona 10 grudnia 1991 roku. proporcje 1:2.